# Марк Сервилий Силан (консул 188 г.)
Марк Сервилий Силан (на латински: Marcus Servilius Silanus) e политик и сенатор на Римската империя през 2 век.

## Биография
Силан произлиза от фамилията Сервилии. Той е вероятно син на Марк Сервилий Силан (суфектконсул 152 г.).
През 188 г. Силан е консул заедно с Публий Сей Фусциан.